# Duel (film)
Duel è un film per la televisione di genere thriller-azione del 1971 diretto da Steven Spielberg, qui al suo secondo lungometraggio, tratto dall'omonimo racconto di Richard Matheson, che ne curò anche la sceneggiatura. Il film è basato su un avvenimento realmente accaduto a Matheson il 22 novembre 1963, quando un camionista gli tagliò la strada su un'autostrada in California.

## Trama
David Mann, tranquillo rappresentante di commercio, sta compiendo un viaggio in auto per lavoro, attraversando il deserto del Mojave. Su una strada semi-deserta supera una vecchia e lenta autocisterna che emette fumo denso dal tubo di scappamento. Poco dopo il camion lo supera di gran carriera per poi rallentargli davanti. David di nuovo supera l'autocisterna, il cui autista suona la tromba, offeso dall'oltraggio. Auto e autocisterna poi si fermano nella stessa stazione di servizio per fare il pieno. L'autista del camion scende, ma David ne scorge solo gli stivali. Il benzinaio, dopo aver aperto il cofano dell'auto per controllare l'olio, avverte David della necessità di cambiare il manicotto del radiatore perché in pessime condizioni ma David non se ne cura.
David riparte e viene nuovamente raggiunto dall'autocisterna, che lo tallona senza sorpassarlo. Per liberarsene, David dà strada ma, appena superata l'auto, l'autocisterna nuovamente rallenta quasi a passo d'uomo. David tenta due volte di superare il camionista ma non lo fa passare. Poco dopo il camionista fa cenno col braccio di sorpassarlo, ma appena Mann ci prova sopraggiunge un furgone che David riesce a evitare solo con una brusca sterzata. 
Ormai è chiaro che ha a che fare con un esaltato. Su un rettilineo, tenta ancora di superare l'autocisterna che impedisce a David di passare, procedendo a zigzag. Approfittando di una stradina parallela in terra battuta, accelera e riesce finalmente a superare il camion che si rimette all'inseguimento e, raggiuntolo, lo tampona più volte. Per sfuggire, David si infila bruscamente nell'area di sosta di un ristorante danneggiando la vettura. Entrato nel locale, va esausto a rinfrescarsi in bagno. Al rientro, scorge il camion nel parcheggio e così inizia a cercare di individuare il misterioso autista. Nota un tizio dagli stivali molto simili a quelli da lui scorti alla stazione di servizio e lo affronta dicendo di smetterla con quel gioco assurdo. L'uomo non capisce e poiché David insiste con le accuse, scoppia una rissa, ma poi scopre che non era lui visto che se ne va a bordo di un piccolo camion. Sente accendersi il motore dell'autocisterna che riparte: il vero autista misterioso non è mai entrato nel locale.
David tenta di rincorrerlo, ma inutilmente, così ritorna in auto e riparte. Poco dopo incontra uno scuolabus in panne. L'autista gli chiede di aiutarlo spingendo da dietro il bus con la sua automobile ma il paraurti gli si incastra sotto quello dell'altro e l'auto rimane bloccata con le ruote motrici che slittano; da una galleria nelle vicinanze, si scorge il profilo minaccioso dell'autocisterna che, dopo un'inversione, attende David a fari ammiccanti. David intima ai bambini di salire sul bus, libera l'auto e si allontana, mentre l'autocisterna, sopraggiunta, aiuta lo scuolabus a ripartire. 
David si ferma a un passaggio a livello chiuso ma viene tamponato: l'autocisterna lo sta spingendo verso i binari. David si salva miracolosamente, fermando l'auto sul ciglio della strada e lasciando passare il camion.
David si rimette in marcia, ma presto si imbatte nuovamente nel camionista, che procede lentamente per farsi raggiungere. David stavolta non lo supera, ma si ferma in una stazione di servizio gestita da un'allevatrice di serpenti. Mentre la proprietaria fa il pieno, Mann chiama la polizia da una cabina telefonica per denunciare il camionista psicotico. Il camion però piomba sulla cabina, distruggendola assieme al rettilario mentre l'uomo all'interno esce salvandosi per un soffio. David scappa in macchina e si nasconde in un piccolo disfacimento di automobili accanto alla ferrovia e si addormenta.
Svegliato dal fischio di un treno di passaggio (che credeva fosse il camion), David riparte sollevato, pensando di averlo seminato, ma lo trova parcheggiato sul ciglio stradale, in attesa di riprendere la sfida. Dalle manovre dell'autocisterna David capisce che non può sottrarsi al duello: con l'auto si avvicina al camion e si ferma. David decide comunque di procedere in direzione dell'autocisterna. L'autista lo fa passare ma dallo specchietto vede che riprende a inseguirlo quindi spinge sull'acceleratore, senza riuscire a distanziare l'autocisterna.  
A un certo punto da lontano David scorge sul ciglio stradale un'auto con i colori della Highway Patrol Police, con qualcosa di rosso sul tetto che ricorda un lampeggiante. Sollevato dall'idea di essere aiutato, inchioda accanto al poliziotto per chiedere aiuto, ma è l'auto di una compagnia di disinfestazione e l'oggetto sul tetto è un grosso insetto rosso. Riparte con l'autocisterna alle costole che per poco non investe l'addetto alla disinfestazione. 
L'inseguimento prosegue per diversi chilometri in discesa e pianura, finché la strada inizia a inerpicarsi. In salita David guadagna terreno ma improvvisamente il manicotto del radiatore cede, causando il surriscaldamento del motore e la progressiva perdita di velocità mentre l'autocisterna si avvicina sempre di più. David è disperato ma fortunatamente riesce a scollinare. In folle, l'auto riacquista velocità e il motore comincia a raffreddarsi. 
David va lungo a un tornante; frena ma perde aderenza e si schianta con la fiancata contro un costone roccioso. L'autocisterna si dirige contro di lui per schiacciarlo: David tenta di riavviare il motore e riesce a ripartire appena un attimo prima dell'impatto.
L'auto riprende la corsa in salita, sempre sullo sterrato, tallonata dall'autocisterna. La strada finisce in uno spiazzo affacciato su un dirupo. Fatta una brusca inversione, David incastra la sua ventiquattrore sull'acceleratore, punta il muso verso il camion lanciato a tutta velocità e salta fuori un attimo prima del frontale. L'auto esplode contro il muso del camion, il cui autista accelera, non vedendo il burrone a causa delle fiamme. Quando se ne accorge è troppo tardi: aziona i freni e suona per l'ultima volta la tromba che si strozza in un ruggito-lamento mentre l'autocisterna si distrugge nel volo assieme all'auto che l'ha sconfitta. David si gode un attimo di selvaggia euforia e, sfinito, si siede sul ciglio del burrone a lanciar sassi sullo sfondo di un silenzioso tramonto.

## Veicoli
L'automobile guidata da Mann è una Plymouth Valiant rossa. A Spielberg non importava molto che tipo di auto fosse utilizzata, purché fosse rossa, il che avrebbe permesso al veicolo di risaltare sull'asfalto dell'autostrada e sui colori sbiaditi del deserto. Ne furono utilizzate tre, una delle quali aveva un motore V8 318 c.i. (5,2 l), mentre le altre avevano l'originale Slant-6, un 6 cilindri 225 c.i. (3,6 l).
Il regista, invece, scelse con cura quale avrebbe dovuto essere il camion, optando per una motrice Peterbilt 281 del 1955. Secondo Spielberg, il cofano allungato, il parabrezza diviso e i fari rotondi conferivano al veicolo una specie di "volto", aumentandone l'aria minacciosa. A ogni ripresa il camion veniva progressivamente sporcato sempre di più aggiungendo olio, grasso, insetti morti e altre macchie. Spielberg, tra i vari interventi di abbrutimento, fece anche montare sul camion varie targhe, anche di Stati non confinanti fra loro, per suggerire l'idea che l'autista potesse essere un serial killer fuggiasco.
Il Peterbilt aveva un motore Cummins NTC-350 Twin Turbo da 350 cavalli e cambio a 15 marce, ma in gran parte delle scene del film il suono del motore è quello di un Detroit Diesel 6 cilindri 2 tempi, preferito per via del particolare suono rabbioso. Il rimorchio è costituito da una cisterna Fruehauf del 1948 a due assi con carenatura laterale, nota all'epoca per le sue forme tondeggianti e aerodinamiche. Nel copione originale di Richard Matheson avrebbe dovuto essere piena di carburante e nel finale avrebbe dovuto esplodere, ma ciò avrebbe reso irrealistica la folle velocità tenuta dal camion. Nel film, infatti, sembra che il Peterbilt raggiunga i 145 km/h, ma in realtà non era in grado di viaggiare a tale velocità: era merito delle inquadrature veloci e, in alcune scene, della variazione della velocità della ripresa.

## Colonna sonora
In origine la colonna sonora del film era monofonica. Per l'uscita in DVD l'audio fu sottoposto a remixaggio su 6 canali (Dolby Digital 5.1). Tra le due versioni c'è una grandissima differenza. In origine, mentre l'autocisterna precipita, il regista aveva sostituito il suono della tromba del camion con un effetto sonoro preso da un B-movie sui mostri genere Godzilla: un lamento, distorto e metallico, l'urlo di agonia di un mostro. Spielberg, in un documentario incluso nel DVD, spiegò che "rubò" quel suono dal verso di un dinosauro di un vecchio film degli anni '30. Nel documentario l'urlo è udibile. Nel nuovo audio è scomparso. Nello stesso documentario Spielberg dichiarò che, tre anni dopo, girando Lo squalo, decise di utilizzare ancora quel lamento mentre l'animale muore. Un modo per ringraziare Duel per averlo portato al successo.

## Home video
Per la versione in DVD vennero apportate modifiche al montaggio del film: fu utilizzato il formato televisivo 4:3 e alcune scene vennero accorciate o allungate portando il film a una durata (NTSC) di 89 minuti e 9 secondi. Nel 2014 fu pubblicata una versione Blu-ray con formato cinematografico.

## Influenza culturale
Il brano Duel, dall'album Till We Have Faces del 1984 di Steve Hackett, è chiaramente ispirato al film di Spielberg. La Warner Bros., dopo il successo del film, decise di realizzare un cortometraggio/parodia di Duel con i personaggi dei Tiny Toons, intitolato "Fuel". I personaggi protagonisti sono Calamity Coyote e Speedy Beep, rispettivamente nei ruoli di David Mann e del camionista. Lo svolgimento dell'azione e i veicoli utilizzati rispecchiano pressoché fedelmente la trama del film.